# Transports en commun de Haguenau
Ne doit pas être confondu avec Ritmo (Bad Boys for Life), chanson du groupe Black Eyed Peas.
Les transports en commun de Haguenau sont assurés principalement par le réseau d’autobus Ritmo de la communauté d'agglomération de Haguenau. Celui-ci dessert l’ensemble des 36 communes de l'agglomération grâce à des lignes régulières urbaines et suburbaines, des lignes scolaires et un service de transport à la demande.
Créé en 2006, son exploitation est confiée depuis sa création à la société CarPostal Haguenau, ce jusqu'en 2020, date à laquelle elle fut remplacée par Keolis Haguenau, suite à la décision du groupe suisse CarPostal de vendre ses activités en France au groupe Keolis.
Le réseau Ritmo est complété par les trains TER Fluo et cars régionaux Fluo de la région Grand Est qui desservent plusieurs communes de l'agglomération.

## Réseau Ritmo

### Histoire

#### Réseau initial (2006 - 2013)
Le réseau Ritmo fut mis en service le 1er août 2006 sur l'initiative de la Communauté de communes de la région de Haguenau. Son exploitation fut confiée par délégation de service public à l'entreprise suisse CarPostal, via sa filiale CarPostal Haguenau, pour une durée initiale de 7 ans. Le réseau était à ses débuts exploité à l'aide de 18 bus, sur un réseau alors composé de 4 lignes régulières, de 2 lignes à la demande et de 9 lignes de renfort scolaires :
- 1  Ligne 1 : Reliait l'aérodrome de Haguenau à Schweighouse-sur-Moder via la gare de Haguenau, et la zone industrielle de Schweighouse. La zone industrielle de la Sandlach était également desservie à certaines heures.
- 1 bis  Ligne 1bis : Reliait la mairie de Schweighouse-sur-Moder à la gare de Haguenau, sur un itinéraire plus direct que celui de la ligne 1.
- 2  Ligne 2 : Reliait le quartier Les Pins, au sud-ouest de Haguenau, à la zone commerciale du Taubenhof à l'est de la ville, via la gare de Haguenau.
- 3  Ligne 3 : Reliait Marienthal à la gare de Haguenau, via le collège des Missions africaines.
- 4  Ligne 4, à la demande : Reliait le Hundshof à la gare de Haguenau.
- 5  Ligne 5, à la demande : Reliait Harthouse à la gare de Haguenau.
- A   B   C   D   E   F   G   N1   N2  Lignes A à G, N1 et N2 : Lignes scolaires créées en renfort du réseau classique pour desservir les collèges et les lycées des deux villes. Ces lignes sont toutefois empruntables par tous les usagers[1].

En plus des deux lignes de bus circulant à la demande possédant un itinéraire fixe, un service de transport à la demande est également mis-en-place vers 30 arrêts supplémentaires depuis la gare de Haguenau, disposés dans les zones de Haguenau et Schweighouse-sur-Moder non desservies par le réseau.

À l'occasion du lancement de ce nouveau réseau, CarPostal Haguenau décida de rendre l'accès aux bus gratuit durant le premier mois d'exploitation. À la fin de celui-ci, le réseau Ritmo transportait déjà une moyenne de 3 000 à 3 500 passagers par jour, pour une fréquentation visée de 800 000 trajets annuels.

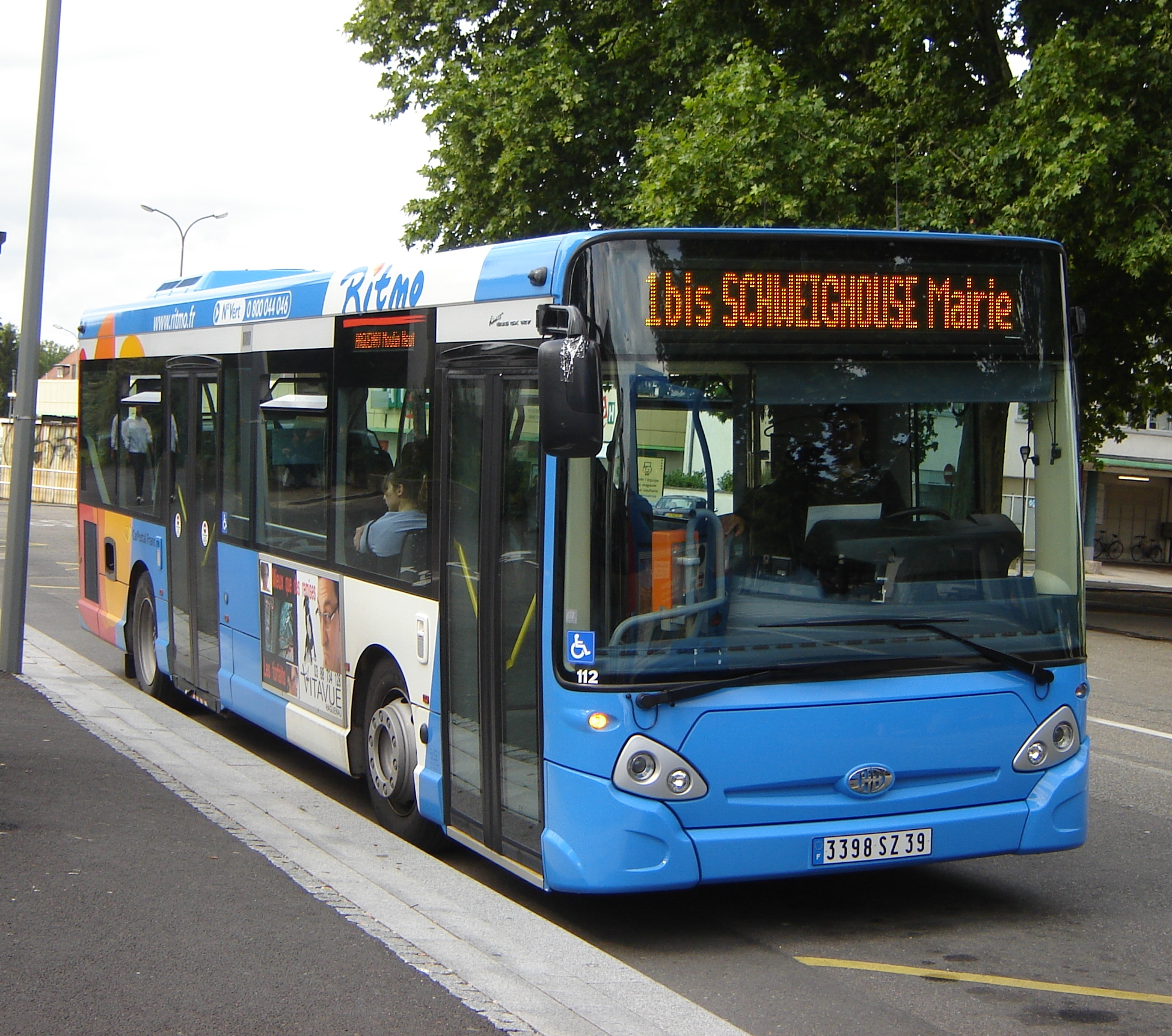
Un bus Ritmo circulant sur l'ancienne ligne 1bis en direction de Schweighouse-sur-Moder, en 6 2007.

En 2007 et 2008, le réseau se voit ajouter 5 arrêts à la demande supplémentaires, et la ligne 5 voit son itinéraire modifié pour un tracé plus direct.
En 2010, le réseau Ritmo a atteint 1,42 million de trajets annuels, passant à 1,5 million de voyages en 2012.

#### Réorganisation du réseau urbain (2013 - 2017)
Début 2013, la délégation de service public de CarPostal Haguenau est renouvelée pour sept ans,. À cette occasion, en septembre de la même année, une refonte du réseau a lieu, qui se compose désormais de 4 lignes régulières et , reprenant en grande partie les lignes préexistantes :
- 1  Ligne 1 : Reliant l'aérodrome de Haguenau à Schweighouse-sur-Moder via la gare de Haguenau, et la zone industrielle de Schweighouse. La desserte de la zone industrielle de la Sandlach est abandonnée, et l'itinéraire dans Schweighouse est simplifié. Une desserte à certains heures du collège du Bois Fleuri est ajoutée.
- 2  Ligne 2 : Reliant le quartier Les Pins, au sud-ouest de Haguenau, à la zone commerciale du Taubenhof à l'est de la ville, via la gare de Haguenau. Une desserte à certaines heures du Quartier Estienne est ajoutée.
- 3  Ligne 3 : Reliant Marienthal au nord de Haguenau, via la gare de Haguenau. La desserte de Marienthal est simplifiée par rapport à l'ancien itinéraire.
- 4  Ligne 4 : Reliant l'arrêt Branly, à proximité de l'aérodrome de Haguenau, à Schweighouse-sur-Moder, via la gare de Haguenau, en reprenant l'itinéraire de l'ancienne ligne 1bis.
- A   B   D   E   F   G   N1   N2  Lignes A, B, D à G, N1 et N2 : Lignes grandement reprises du réseau initial, avec quelques modifications d'itinéraire.
- C   I  Lignes C et I : Deux lignes scolaires reprenant les anciens tracés des lignes 4 et 5 à la demande du réseau initial, vers le Hundshof et Harthouse.
- H  Ligne H : Nouvelle ligne créée entre Marienthal et le lycée Heinrich-Nessel.

La fréquence des lignes 1 et 2 passe de 30 à 15 minutes en heure de pointe, mais la ligne 3 conserve sa cadence à l'heure. Les anciennes lignes à la demande sont supprimées, et le nombre d'arrêts à la demande passe à 35, en comptant la gare. Six de ces arrêts sont partagés avec la nouvelle ligne 4, et permettent de s'y rendre malgré les horaires peu fréquents de cette dernière, puisqu'elle ne circule alors qu'en heure de pointe. Le service de transport à la demande est renommé Flexi'Ritmo. Un nouveau service, dénommé Flexi'Job, est créé pour les déplacements à la demande ayant lieu entre 4h et 6h, et 20h30 et 22h, et permet de rejoindre n'importe quel arrêt du réseau, à partir de n'importe quel arrêt.
Un nouveau service dénommé Soir&Ritmo est créé, et permet le vendredi et le samedi de 22h à 1h, toutes les 40 minutes, de partir du centre-ville et de la zone de loisirs du Taubenhof pour accéder à n'importe quel arrêt du réseau.
Le 2 février 2015, Ritmo lance son service Vélo'Ritmo, permettant la location de vélos sur une période allant de 24h à un an, normaux ou à assistance électrique.
À la rentrée de septembre 2016, la desserte de la zone d'activités de la Sandlach, supprimée en 2013, est rétablie sur la ligne 1. C'est également cette année-là que le réseau fête ses 10 ans, en ayant transporté 1,6 millions de voyageurs.
C'est également en 2016, que la communauté de communes lance la mise en conformité PMR de 66 arrêts, les travaux de mise en accessibilité se déroulant sur 3 ans, jusqu'en 2019. À cette date, 88% des arrêts du réseau étaient accessibles.

#### Extension du réseau et lignes suburbaines (2018 - 2022)

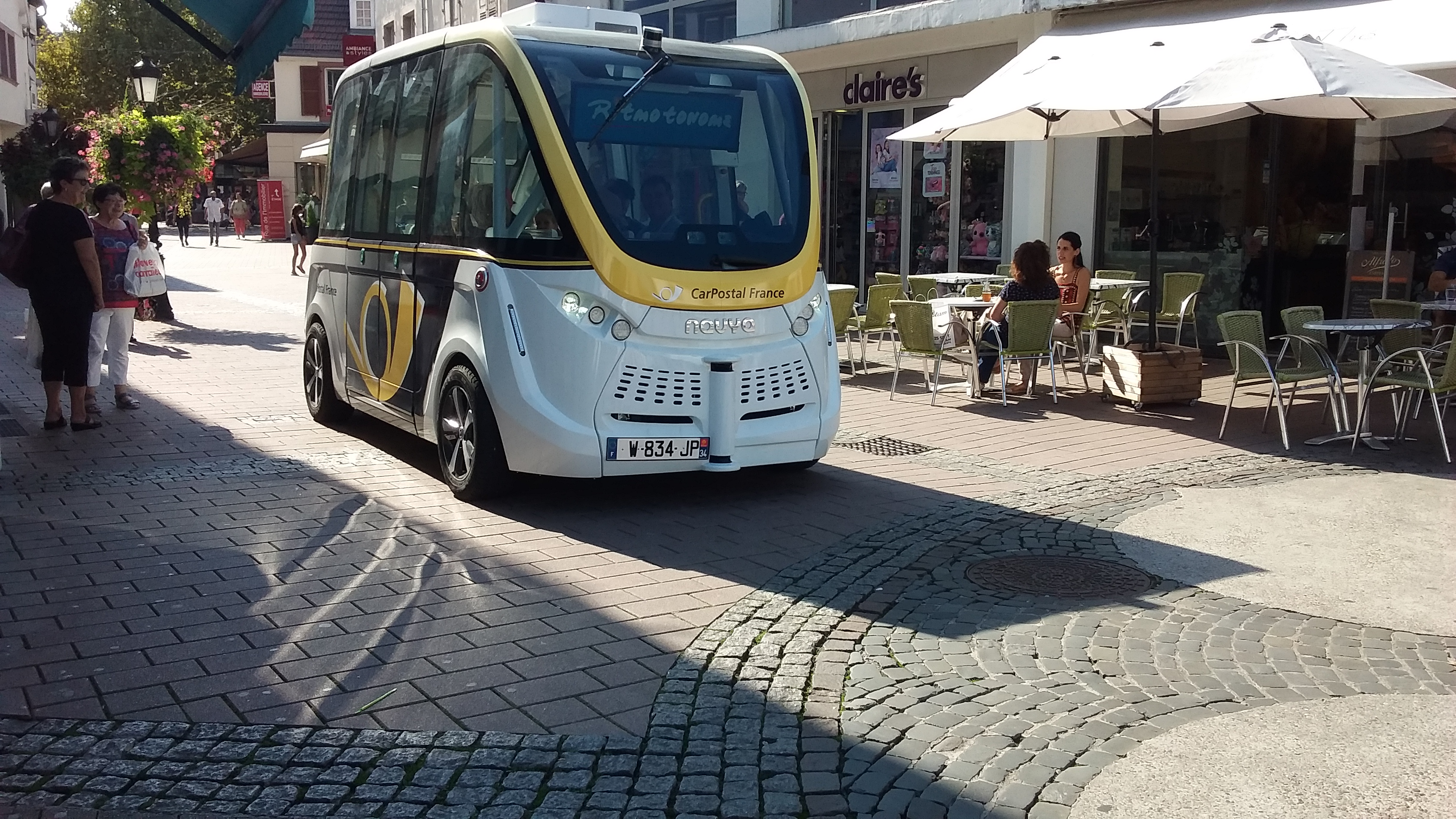
Navette autonome Navya Arma.

La nouvelle Communauté d'Agglomération de Haguenau créée en 2017 regroupe les anciennes communautés de communes de Bischwiller, Brumath et Val de Moder, et devient également compétente pour organiser les transports en commun dans ces zones. Elle va ainsi s'atteler dans les années qui suivent à reprendre la gestion de plusieurs lignes gérées par la région Grand Est, ainsi qu'à la création de nouvelles.
C'est ainsi que le 1er septembre 2018, le réseau Ritmo récupère la gestion de l'ancienne ligne 320 du réseau Fluo Grand Est, devenant ainsi la première ligne suburbaine du réseau, recevant le numéro 10. La ligne est également prolongée de son ancien terminus à la gare de Brumath, jusqu'à la zone commerciale située au sud de la commune, via la gare de Stephansfeld. Ses horaires seront similaires toute l'année, contrairement à ceux de l'ancienne ligne 320. Deux zones tarifaires sont créées, la zone A regroupe l'ensemble du réseau Ritmo à l'exception de la ligne 10, et la zone B comprend uniquement cette dernière. Ainsi, sur la ligne 10, le prix d'un aller simple est resté fixé au même prix que celui de l'ancienne ligne régionale, à savoir 2,50 €.
Entre le 15 et le 22 septembre 2018, Ritmo a reçu l'opportunité de pouvoir tester une navette autonome Navya Arma, une première en Alsace. Baptisée Ritmo’Tonome, elle a ainsi circulé pendant deux semaines, exclusivement dans la zone piétonne du centre-ville de Haguenau, où elle desservait 7 arrêts, avec une fréquence de 15 minutes et une vitesse maximale de 8 km/h. L'utilisation de cette navette était gratuite,.
À partir du 2 septembre 2019, la ligne 10 créée l'année passée voit son nombre de circulations être augmenté face à la forte demande, la ligne ayant enregistré un doublement de sa fréquentation en un an, pour passer à 220 000 voyages annuels. Une tarification spécifique aux trajets au sein de la ville de Brumath sur cette-même ligne a également été mise en place, avec un aller simple proposé à 1,10 €. Le réseau Ritmo a transporté 1,94 million de passagers en 2019.
Le 31 juillet 2020, le contrat liant la société CarPostal à la communauté d'agglomération prend fin. L'exploitation du réseau Ritmo sera reprise dès le lendemain par Keolis Haguenau, faisant suite à la vente des activités en France du groupe CarPostal à Keolis. Cette nouvelle délégation de service public servira également de base à l'extension du réseau en 2021-2022.
Le 30 août 2021, le réseau Ritmo récupère la gestion de la partie nord de la ligne de car régional Fluo 201, entre Brumath et Val-de-Moder, en créant au passage la nouvelle ligne 12, bénéficiant de nouveaux horaires, la ligne passant de 2 aller-retours quotidien à 6. Une ligne 13 est également créée par la même occasion, reliant la gare de Haguenau à la gare de Mommenheim, via les communes de Batzendorf et Wintershouse, proposant 9 aller-retours par jour. Ces deux lignes sont exploitées par l'entreprise de transport LK. L'ouverture de la ligne 13 entraîne également la disparition de la ligne scolaire I, sa desserte de Harthouse étant reprise par cette nouvelle ligne régulière.
Trois jours plus tard, le 2 septembre, le réseau Ritmo récupère également la gestion de 33 lignes scolaires auparavant gérées par la région Grand Est, celles-ci gardent toutefois leurs anciens numéros et fonctionnements jusqu'à la restructuration qui eu lieu au début de l'année suivante, et ne font alors pas partie intégrante du réseau.
C'est le 3 janvier 2022 qu'a lieu la restructuration complète du réseau Ritmo :
- 1 La ligne 1 est prolongée jusqu'au sud de Bischwiller, via la commune d'Oberhoffen-sur-Moder et la gare de Bischwiller. La desserte de l'aérodrome de Haguenau est encore réalisée à certaines heures.
- 2 La ligne 2 ne va plus jusqu'à la zone commerciale du Taubenhof, celle-ci étant désormais desservie par la ligne 1. Elle effectue son terminus à l'arrêt Centre Équestre, au nord de la ville.
- 3 La ligne 3 est déviée dans sa partie sud pour desservir le nouvel écoquartier Thurot, et effectue désormais son terminus au Centre hospitalier de Haguenau, via la nouvelle VLS (Voie de Liaison Sud).
- 4 La ligne 4 perd sa section allant de Schweighouse-sur-Moder à la gare de Haguenau, et devient une ligne reliant cette dernière à Bischwiller, via Marienthal et Kaltenhouse. Elle fonctionne désormais toute la journée et non plus uniquement en heure de pointe, comme les autres lignes régulières.
- 5 La ligne 5 est une nouvelle ligne urbaine créée pour desservir les communes de Brumath et Mommenheim, circulant entre la zone commerciale sud de Brumath et la gare de Mommenheim, via la gare de Stephansfeld et la gare de Brumath.
- 10 La ligne 10 voit son itinéraire modifié, et effectue désormais son terminus à la gare de Brumath, sa partie sud ayant été reprise par la ligne 5.
- 11 La ligne 11 est une nouvelle ligne suburbaine reprenant la partie du tracé de l'ancienne ligne 304 du Réseau 67 situé dans la communauté d'agglomération, dont l'exploitation avait cessé une décennie auparavant. Elle relie désormais la gare de Haguenau à Val-de-Moder, via les communes de Schweighouse, Ohlungen, Uhlwiller et Dauendorf, en proposant un bus par heure environ.
- 12 13 Les nouvelles lignes 12 et 13 créées quelques mois auparavant conservent leur itinéraire.
- B D E G H I J K L M N O Les lignes scolaires sont toutes remaniées à l'exception des lignes A, C et F, et ont été fusionnés ou créées à partir d'une partie des lignes scolaires régionales récupérées à la région Grand Est par le réseau Ritmo en septembre 2021. Une nouvelle ligne O est également créée. Ces lignes desservent désormais l'ensemble des 36 communes de la Communauté d'Agglomération de Haguenau.
- Le service de transport à la demande Flexi'Ritmo est également étendu à l'ensemble de l'agglomération. Ce sont désormais 91 arrêts sur demande qui sont accessibles, répartis sur trois secteurs différents, à savoir 55 arrêts dans le secteur Haguenau - Bischwiller, 18 autour de Val-de-Moder, et 18 autour de Brumath. Les déplacements entre ces trois secteurs ne sont pas permis. Le service Flexi'Job n'est toutefois étendu qu'au seul secteur de Brumath. Le service Soir&Ritmo est étendu à l'ensemble du secteur Haguenau - Bischwiller.

Après ces changements, le réseau Ritmo dessert les 36 communes et 96 000 habitants de la Communauté d'Agglomération de Haguenau, contre 5 communes et 40 000 habitants précédemment, à l'aide de 26 lignes, dont 9 régulières. La commune de Grassendorf, située dans la Communauté de communes du Pays de la Zorn voisine, est également desservie depuis 2022.
La tarification et la billetique du réseau change également ce jour, Ritmo adoptant des billets équipés de codes QR . Le principe de zones A et B est abandonné, un nouveau tarif unique de 1,30 € est désormais appliqué sur l'ensemble des lignes du réseau, permettant d'effectuer des correspondances illimitées pendant une heure.

#### Évolutions depuis 2022
À partir du 1er juin 2022, les lignes scolaires dédiées au transport des élèves en primaire récupérées à la région Grand Est l'année passée sont également rattachées au réseau Ritmo, toutefois elles ne sont pas accessibles aux autres usagers. Au nombre de 17, elles sont renommées pour devenir les lignes Bru1 et Bru2 (secteur de Brumath), Hag1 à Hag9 (secteur de Haguenau) et RPI1 à RPI6 (intercommunal). Le nombre de lignes du réseau Ritmo passe ainsi à 43, toutes lignes confondues.
Le 3 avril 2023, Ritmo met en service deux bus électriques, une première pour la ville, fabriqués par le constructeur chinois BYD. Ils possèdent une autonomie de 300 kilomètres, et seront utilisés exclusivement sur la ligne 3, la rendant ainsi de fait entièrement électrique,.  Le 4 septembre 2023, cette-même ligne 3 est déviée pour désormais desservir le hameau du Weinumshof, à proximité de son terminus de l'hôpital de Haguenau. À la même date, le nombre d'arrêts de transport à la demande passe de 18 à 23 dans le secteur de Val-de-Moder.
Le 27 mai 2024, Ritmo inaugure un nouveau service sur la ligne 10 (Haguenau - Brumath), et rend désormais possible l'emport gratuit de vélos à certaines heures. Ceux-ci peuvent être accrochés à l'arrière des véhicules, mais ne peuvent être embarqués et débarqués qu'en gare de Haguenau et de Brumath.
À l'occasion de la rentrée 2024, le tracé lignes E et J modifié dans les communes d'Ohlungen et Uhlwiller, et l'arrêt Pont de la Moder à Niedermodern s'ajoute à la liste des arrêts desservis par le transport à la demande.
La possibilité d'emporter son vélo à bord des bus est étendue à la ligne 13 à partir du 1er août 2025 à certaines heures, entre la gare de Haguenau et la gare de Mommenheim ou la commune de Batzendorf. Un aller-retour supplémentaire est également ajouté à la ligne. À la même date le service Flexi'Ritmo est étendu, avec la création d'une quatrième zone Centre couvrant les communes de Batzendorf, Berstheim, Huttendorf, Keffendorf, Neubourg, Niederaltdorf et Wintershouse, permettant des déplacements au sein de celle-ci ainsi que vers la gare de Haguenau, et l'extension des zones Brumath et Val-de-Moder à de nouvelles communes. De même, la ligne scolaire C, reliant le Hundshof à la gare de Haguenau, est supprimée, les 4 arrêts qu'elle desservait devenant ainsi exclusivement dédiés au transport à la demande. Le service comporte désormais 126 arrêts, dont 62 dans le secteur de Haguenau - Bischwiller, 28 dans le secteur de Val-de-Moder, 27 dans le secteur de Brumath et 9 dans le secteur Centre. Le service Soir&Ritmo est également modifié à cette date, et devient à réservation obligatoire. Le nombre de lignes scolaires dédiées aux primaires passera à 19 à la rentrée.
En janvier 2026, une nouvelle ligne suburbaine devrait voir le jour, la ligne 14, reliant la gare de Haguenau à la commune de Hœrdt, via plusieurs communes de la Communauté de communes de la Basse-Zorn, ligne qui deviendra ainsi la première à desservir majoritairement des communes situées en-dehors de la Communauté d'Agglomération de Haguenau.

### Réseau actuel

#### Territoire desservi
Le nombre de communes desservies par le réseau Ritmo a grandement augmenté au fil des années :
- Depuis le 1er août 2006, 2 communes : Haguenau (dont Marienthal) et Schweighouse-sur-Moder.
- Depuis le 1er septembre 2018, 5 communes dont 3 nouvelles : Brumath, Kriegsheim et Niederschaeffolsheim.
- Depuis le 30 août 2021, 18 communes dont 13 nouvelles : Batzendorf, Bernolsheim, Berstheim, Grassendorf, Hochstett, Huttendorf, Mommenheim, Morschwiller, Niedermodern, Val-de-Moder (dont La Walck, Pfaffenhoffen et Uberach), Wahlenheim, Wintershouse et Wittersheim.
- Depuis le 3 janvier 2022, 37 communes, dont 19 nouvelles : Bilwisheim, Bischwiller, Bitschhoffen, Dauendorf, Donnenheim, Engwiller, Kaltenhouse, Kindwiller, Krautwiller, Mittelschaeffolsheim, Oberhoffen-sur-Moder, Ohlungen, Olwisheim, Rohrwiller, Rottelsheim, Schirrhein, Schirrhoffen, Uhlwiller et Uhrwiller.

Au total, 21 communes sont desservies par des lignes régulières, 15 uniquement par des lignes scolaires, et 1 commune, Rohrwiller, n'est desservie que par les services Flexi'Ritmo et Flexi'Job. L'ensemble des 36 communes de la Communauté d'Agglomération de Haguenau sont ainsi desservies, ainsi que la commune de Grassendorf, rattachée à la Communauté de communes du Pays de la Zorn.

#### Lignes régulières
Au 1er août 2025, le réseau se compose de 55 lignes, dont :
- 5 lignes urbaines, organisées en étoile autour de la gare de Haguenau, circulant du lundi au samedi : 
  - 1 La ligne 1 relie le quartier de Hanhofen, au sud de Bischwiller, à l'arrêt Rosenberg, à l'ouest de Schweighouse-sur-Moder, en passant par la gare de Bischwiller, la zone commerciale du Taubenhof, l'aérodrome (à certaines heures), le centre-ville de Haguenau, les gares de Haguenau et Schweighouse, ainsi que la zone commerciale de Schweighouse ;
  - 2 La ligne 2 relie le quartier Les Pins, au sud de Haguenau, à l'arrêt Centre Équestre situé au nord-est de la ville, via la gare de Haguenau et le centre-ville ;
  - 3 La ligne 3 relie le Centre hospitalier de Haguenau à l'arrêt Chemin du Parcage, au nord de la ville, via le Weinumshof, l'écoquartier Thurot, la gare de Haguenau et le centre-ville ;
  - 4 La ligne 4 relie la gare de Haguenau à la gare de Bischwiller, via le collège des Missions africaines, Marienthal et Kaltenhouse ;
  - 5 La ligne 5 relie la gare de Momenheim à la zone commerciale sud de Brumath, via la commune de Bernolsheim et la gare de Brumath ;

- 4 lignes suburbaines, et une cinquième en projet :
  - 10 La ligne 10 relie la gare de Haguenau (Moulin Neuf) à la gare de Brumath via Niederschaeffolsheim et Kriegsheim, circulant du lundi au samedi ;
  - 11 La ligne 11 relie la gare de Haguenau (Moulin Neuf) à Val-de-Moder, via Schweighouse-sur-Moder, Ohlungen, Uhlwiller, Dauendorf, et en effectuant une boucle par Pfaffenhoffen, Niedermodern, Uberach et La Walck, circulant du lundi au samedi ;
  - 12 La ligne 12 relie la gare de Brumath à Val-de-Moder, via Bernolsheim, Wahlenheim, Hochstett, Berstheim, Huttendorf, Morschwiller, Grassendorf, Ringeldorf, et en effectuant une boucle par Pfaffenhoffen, Niedermodern, Uberach et La Walck, circulant du lundi au vendredi ;
  - 13 La ligne 13 relie la gare de Haguenau (Moulin Neuf) à la gare de Mommenheim, via les communes de Batzendorf, Wintershouse, Berstheim et Wittersheim, circulant du lundi au vendredi ;
- 16 lignes de renfort scolaires ouvertes au public, circulant en semaine et en période scolaire :
  - A B C F O Les lignes A, B, C, F et O sont des services de renforts permettant le rabattement vers la gare de Haguenau, le lycée Heinrich-Nessel et le collège Kléber depuis les communes alentours. La ligne C sera supprimée à la rentrée 2025, et remplacée par le service Flexi'Ritmo ;
  - D E G I J Les lignes D, E, G, I et J sont centrées sur la desserte du collège du Bois Fleuri de Schweighouse-sur-Moder depuis les communes alentours ;
  - H La ligne H permet de rejoindre le collège Kléber, le lycée Heinrich-Nessel de Haguenau et le lycée André Maurois de Bischwiller depuis Schirrhoffen, Schirrhein, Oberhoffen-sur-Moder, Bischwiller, Kaltenhouse et Marienthal ;
  - K La ligne K permet le rabattement des habitants des communes d'Engwiller, Uhrwiller, Kindwiller et Bitschhoffen vers Val-de-Moder, via le collège de La Walck ;
  - L M N Les lignes L, M et N sont dédiées à la desserte du collège de Brumath depuis les communes alentours ;
  - n1 n2 Les lignes n1 et n2 sont des navettes internes à la ville de Haguenau, reliant sa gare aux lycées Heinrich-Nessel, Schumann et André Siegfried ;
- 19 lignes à vocation scolaire non-ouvertes au public, dédiées au transport d'écoliers en primaire, circulant en semaine et en période scolaire :
  - Lignes BRU1 et BRU2 dans le secteur de Brumath ;
  - Lignes HAG1 à HAG9 dans le secteur de Haguenau ;
  - Lignes RPI1 à RPI8 dans le reste de la communauté d'agglomération.

#### Transport à la demande
Le réseau Ritmo possède 126 arrêts dédiés au transport à la demande, dont 62 dans le secteur de Haguenau - Bischwiller, 28 dans le secteur de Val-de-Moder, 27 dans le secteur de Brumath et 9 dans le secteur Centre. Les trajets peuvent être réservés par téléphone, ou via une application dédiée, nommée Flexi'Ritmo. Il existe trois services de transport à la demande distincts :
- Le Flexi'Ritmo, fonctionnant de 6h à 20h30, permettant soit de se rendre d'un arrêt Ritmo à un autre du même secteur, soit d'aller vers/depuis un arrêt central, selon les secteurs et les heures. Les quatre secteurs listés ci-dessus sont desservis.
- Le Flexi'Job, fonctionnant le matin de 4h à 6h, et le soir entre 20h30 et 22h, lorsque le réseau de bus régulier ne circule plus. Le service permet de se rendre d'un arrêt du réseau à un autre, à l'intérieur d'une zone. Deux secteurs sont actuellement desservis, celui de Haguenau - Bischwiller, et celui de Brumath ;
- Le Soir&Ritmo, fonctionnant le vendredi et samedi soir de 22h à 1h, permettant de se rendre de la zone d'activités du Taubenhof et son cinéma à n'importe quel arrêt Ritmo au sein du secteur Haguenau - Bischwiller.

#### Exploitation
Le réseau Ritmo compte plusieurs exploitants :
- Keolis Haguenau exploite directement les lignes urbaines 1 à 5 ;
- Keolis Eschenlauer exploite les lignes scolaires I, L à O et n1 ;
- Antoni Voyages opère les lignes suburbaines 10 et 11, ainsi que les lignes scolaires A, B (avec Voyages Mügler), C à H, J, K et n2 ;
- LK Kunegel opère les lignes suburbaines 12 et 13, ainsi que le service Flexi'Ritmo ;
- Voyages Mügler opère la ligne scolaire B (avec Antoni Voyages).

### Arrêts

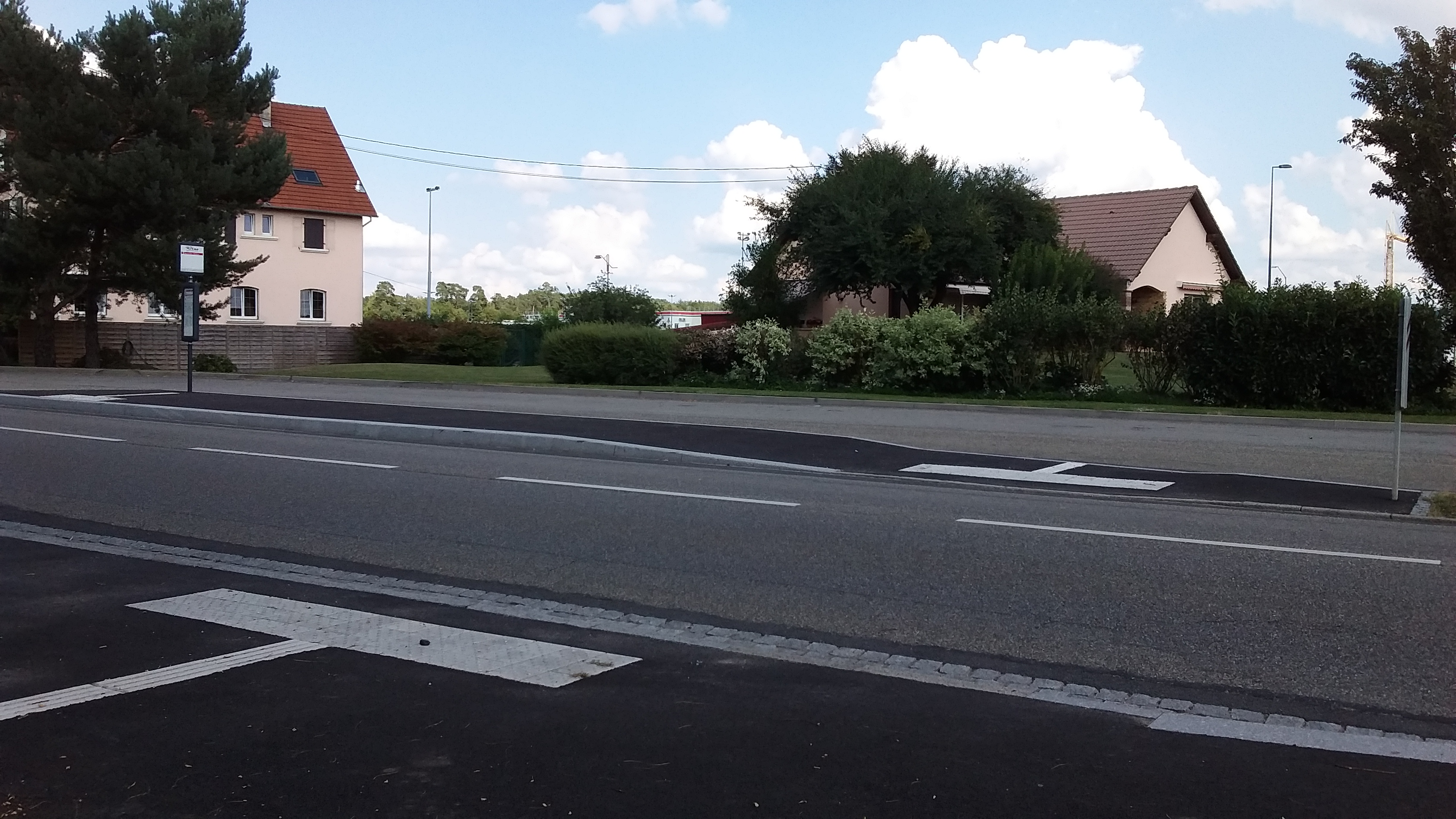
Arrêt Gare de Schweighouse, mis aux normes d'accessibilité PMR.

Au 1er août 2025, le réseau Ritmo comporte 278 points d'arrêt, dont 126 sont desservis par le transport à la demande. 174 d'entre eux se situent dans le secteur Haguenau - Bischwiller, 54 sont situés dans celui de Brumath, 35 dans celui de Val-de-Moder et 15 dans le secteur Centre.
Les arrêts sont matérialisés soit par la présence d'un poteau, soit d'un abribus, tous équipés de plans et des fiches horaires théoriques de la ligne le desservant. Si des efforts de mise en conformité aux normes d'accessibilité ont été entrepris, tous les arrêts ne sont pas encore accessibles, y compris sur les lignes suburbaines inaugurées récemment.

### Tarification
Ritmo a mis en place une nouvelle billetique en 2022, composée de tickets papiers à code QR, de cartes sans contact et d'une offre numérique via les applications T-pass Ritmo et NéMO, le tout accompagné du déploiement de nouveaux valideurs dans tous les véhicules. La validité des anciens titres de transport s'est terminée en septembre 2023.
Le tarif du ticket unitaire est de 1,30 € sur l'ensemble du réseau, offrant un trajet d'une heure, correspondances et retour compris. Ce prix descend à 1 € si les tickets sont achetés par lot de 10.

### Fréquentation
| Année                                          | 2006 | 2010 | 2013 | 2014 | 2015 | 2016 | 2019 | 2022 | 2024 |
| ---------------------------------------------- | ---- | ---- | ---- | ---- | ---- | ---- | ---- | ---- | ---- |
| Fréquentation annuelle (en million de trajets) | 1    | 1,42 | 1,44 | 1,5  | 1,5  | 1,6  | 1,94 | 2    | 2,3  |

### Véhicules

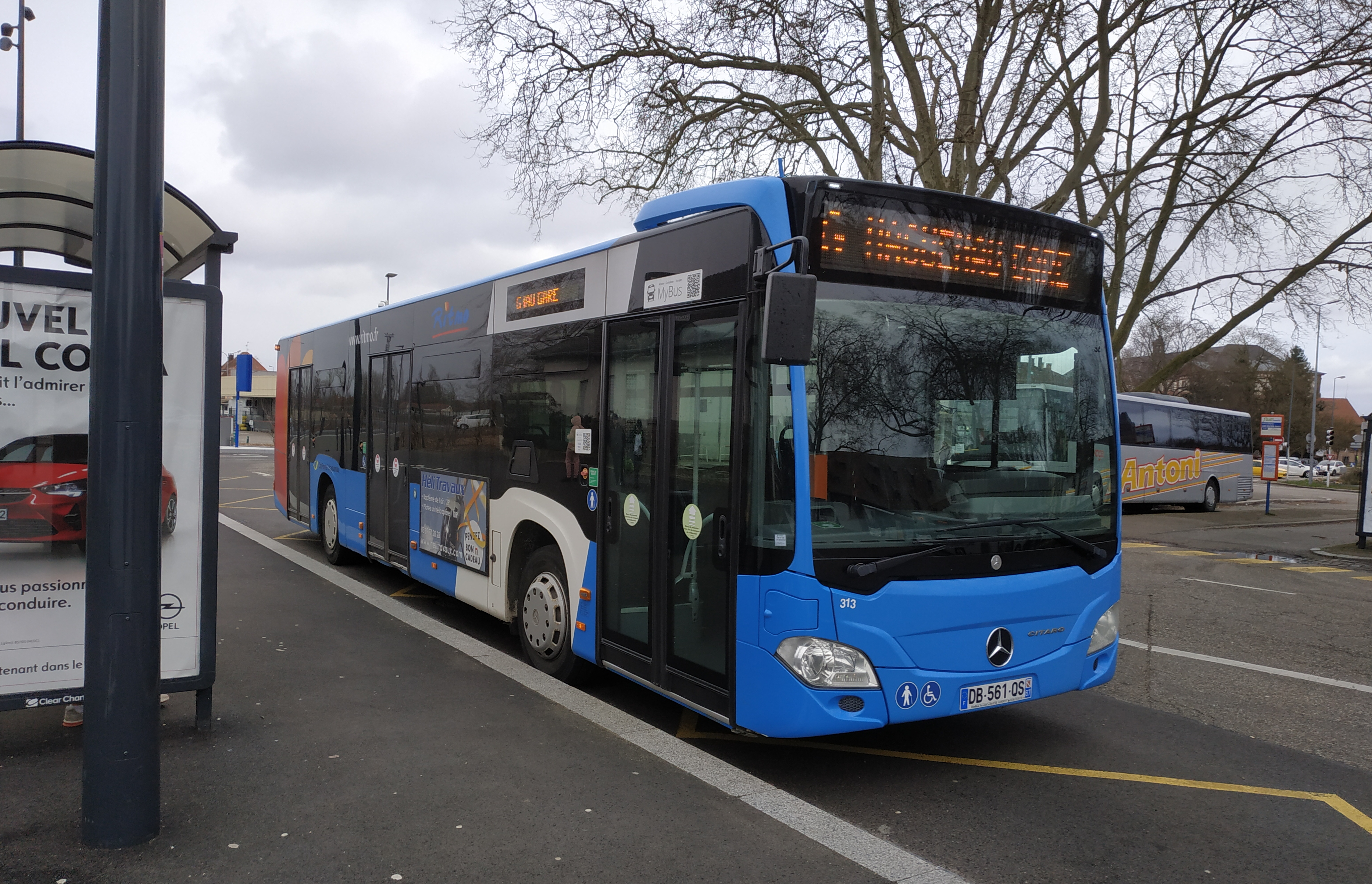
Matériel roulant

Une trentaine de bus circulent sur le réseau, en majorité des Mercedes-Benz Citaro depuis 2009. Néanmoins toute la flotte n'est pas composée que de ces bus. Pendant les heures de pointe, Ritmo fait également rouler son parc d'ancien matériel composé de bus d'occasion rachetés à la RATP, lesquels circulaient entre 2006 et 2009. En 2023 le réseau comportait 60 véhicules, dont :
- 1 Renault Trafic
- 1 Renault Master (réformé)
- 1 Volkswagen LT 35 (réformé)
- 1 Heuliez GX 127 L
- 2 Heuliez GX 77 H
- 2 Irisbus Agora S (réformé)
- 2 Irisbus Citelis 12 (réformé)
- 2 Renault Agora S (réformé)
- 1 Renault Citybus (réformé)
- 1 Renault PR 100.2 (réformé)
- 10 Mercedes-Benz Citaro K
- 4 Mercedes-Benz Citaro C2
- 2 BYD Ebus[27] (Matériel entré en service le 3 avril 2023)
- 1 TEMSA Tourmalin
- 2 SETRA S415 LE Business
- 1 Yutong EC12

## TER Fluo
Outre le réseau Ritmo, la Communauté d'Agglomération de Haguenau est également traversée par plusieurs gares et lignes de train, toutes desservies exclusivement par le réseau régional TER Fluo de la région Grand Est. Les trains ne sont pas inclus dans la tarification du réseau Ritmo, toutefois des abonnements combinés SNCF+Ritmo existent pour permettre des voyages réguliers facilités entre les deux réseaux. Les horaires des lignes du réseau Ritmo sont régulièrement mis-à-jour pour permettre des correspondances aisées aux gares en correspondance.
De nombreux investissements ont été réalisés par la communauté d'agglomération ainsi que la région Grand Est dans le transport ferroviaire depuis la deuxième moitié des années 2010, comprenant la reconstruction complète de la gare de Haguenau, la création de nouveaux parkings en gare de Haguenau, Bischwiller, Brumath et Mommenheim, et l'installation d'infrastructures supplémentaires dans les 7 gares que compte l'agglomération (mise en accessibilité, parkings vélos, etc...). La région et l'Eurométropole de Strasbourg ont également mis-en-place en 2022 le Réseau Express Métropolotain Européen (REME) sur certains axes autour de Strasbourg, offrant une augmentation drastique des fréquences proposées. L'ensemble des gares de la Communauté d'Agglomération de Haguenau sont concernées par le projet, à l'exception de celle de Schweighouse-sur-Moder.
La desserte ferroviaire de l'agglomération s'articule autour de 2 axes séparés :
| Section Bischwiller – Schweighouse-sur-Moder | Section Bischwiller – Schweighouse-sur-Moder | Section Bischwiller – Schweighouse-sur-Moder | Section Bischwiller – Schweighouse-sur-Moder                    | Section Bischwiller – Schweighouse-sur-Moder                    | Section Bischwiller – Schweighouse-sur-Moder                                                                                                 |
|                                              |                                              |                                              | Gare                                                            | Fréquence                                                       | Correspondance(s) |
| -------------------------------------------- | -------------------------------------------- | -------------------------------------------- | --------------------------------------------------------------- | --------------------------------------------------------------- | --- |
|                                              | ↑                                            |                                              | Direction Strasbourg via Hœrdt et Vendenheim                    | Direction Strasbourg via Hœrdt et Vendenheim                    | Direction Strasbourg via Hœrdt et Vendenheim                                                                                                 |
|                                              | •                                            |                                              | Bischwiller                                                     | 3 à 4 trains par heure                                          | Ritmo : 1 4, Flexi'Ritmo |
|                                              | •                                            |                                              | Marienthal                                                      | 2 trains par heure                                              | Ritmo : 4 H (F à distance) |
|                                              | •                                            |                                              | Haguenau                                                        | 3 à 4 trains par heure                                          | Trains TER à destination de Wissembourg et Neustadt Ritmo : 1 2 3 4 10 11 13 A B C F O n1 n2, Flexi'Ritmo Cars Fluo : 307 309 310 330 TER 26 |
|                                              | •                                            |                                              | Schweighouse-sur-Moder                                          | 0,5 à 1 train par heure                                         | Ritmo : 1 A |
|                                              | ↓                                            |                                              | Direction Niederbronn-les-Bains via Mertzwiller et Reichshoffen | Direction Niederbronn-les-Bains via Mertzwiller et Reichshoffen | Direction Niederbronn-les-Bains via Mertzwiller et Reichshoffen                                                                              |

| Section Stephansfeld – Mommenheim | Section Stephansfeld – Mommenheim | Section Stephansfeld – Mommenheim | Section Stephansfeld – Mommenheim                                                                            | Section Stephansfeld – Mommenheim                                                                            | Section Stephansfeld – Mommenheim                                                                            |
|                                   |                                   |                                   | Gare | Fréquence | Correspondance(s)                                                                                            |
| --------------------------------- | --------------------------------- | --------------------------------- | --- | --- | --- |
|                                   | ↑                                 |                                   | Direction Strasbourg via Vendenheim                                                                          | Direction Strasbourg via Vendenheim                                                                          | Direction Strasbourg via Vendenheim                                                                          |
|                                   | •                                 |                                   | Stephansfeld                                                                                                 | 2 trains par heure                                                                                           | Ritmo : 5 (M à distance), Flexi'Ritmo                                                                        |
|                                   | •                                 |                                   | Brumath | 3 à 4 trains par heure                                                                                       | Ritmo : 5 10 12 (N L à distance), Flexi'Ritmo Cars Fluo : 301                                                |
|                                   | •                                 |                                   | Mommenheim                                                                                                   | 2 à 3 trains par heure                                                                                       | Ritmo : 5 13                                                                                                 |
|                                   | ↓                                 |                                   | Direction Metz, Nancy et Paris via Saverne et Sarrebourg Direction Sarreguemines et Sarrebruck via Ingwiller | Direction Metz, Nancy et Paris via Saverne et Sarrebourg Direction Sarreguemines et Sarrebruck via Ingwiller | Direction Metz, Nancy et Paris via Saverne et Sarrebourg Direction Sarreguemines et Sarrebruck via Ingwiller |

## Cars régionaux Fluo

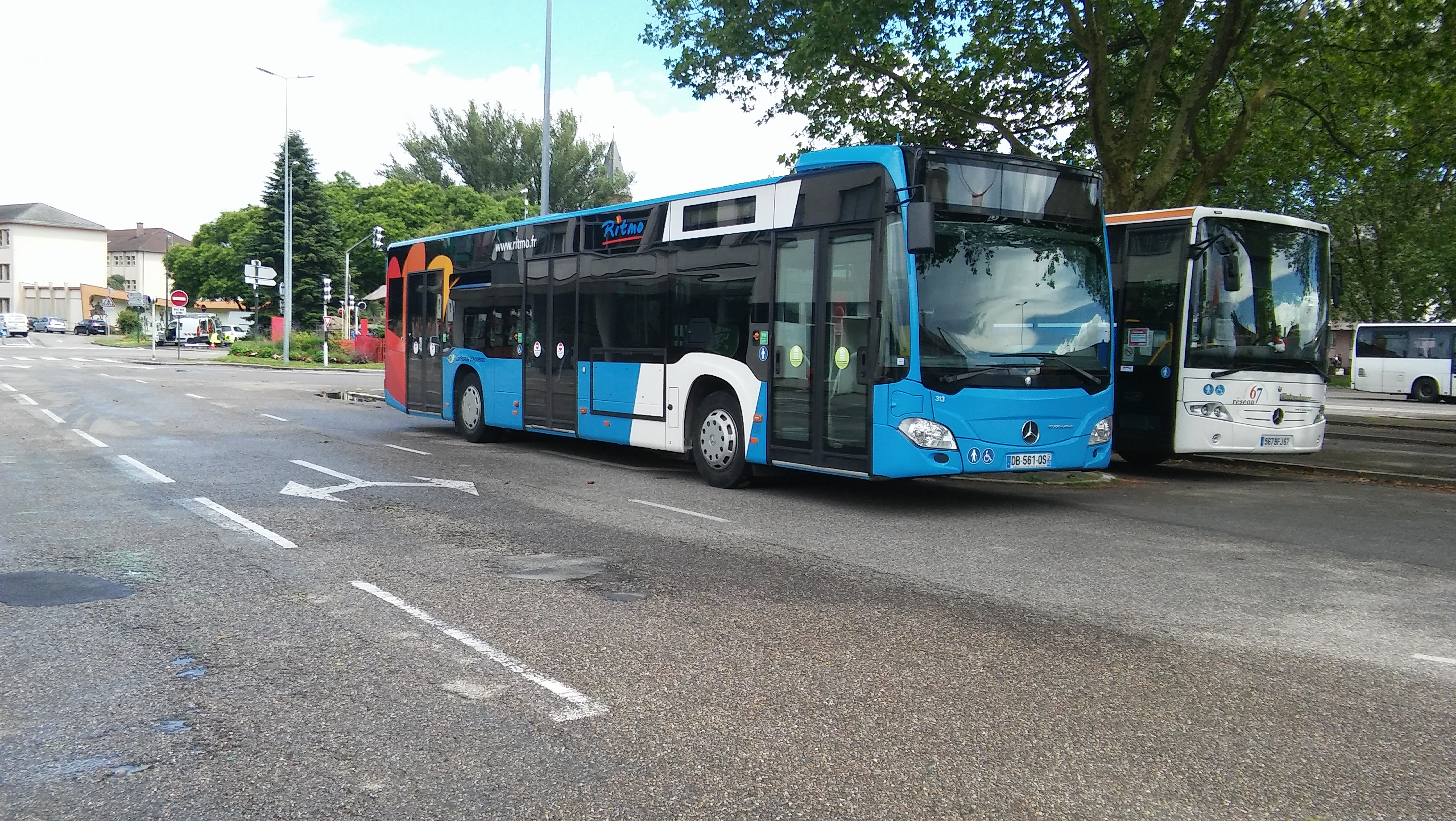
Un bus Ritmo (à gauche) et un car Réseau 67 (à droite) à Haguenau au printemps 2016.

En plus des dessertes ferroviaires, plusieurs liaisons par cars régionaux desservent la Communauté d'Agglomération de Haguenau, appartenant au réseau Fluo Grand Est. À l'image des trains, la tarification de ces lignes est séparée de celle de Ritmo, bien que des titres combinés existent. Au 1er août 2025, les dessertes sont les suivantes :
- 301 La ligne 301 relie la zone commerciale nord de Brumath à la gare de Hœnheim-Tram via la gare de Brumath, Hœrdt et La Wantzenau et sa gare. La ligne est en correspondance avec le réseau CTS (bus et tram) dans l'Eurométropole.
- 307 La ligne 307 relie la gare de Haguenau à Herrlisheim et sa gare, via Bischwiller, Rohrwiller et Drusenheim.
- 309 La ligne 309 relier la gare de Haguenau à Hatten, via Surbourg et Betschdorf.
- 310 La ligne 310 relie la gare de Haguenau à Lembach, via Wœrth.
- 330 La ligne 330 relie la gare de Haguenau à Seltz, via Soufflenheim, la gare de Rountzenheim et Rœschwoog. La ligne est en correspondance avec la ligne 311 du réseau allemand KVV, reliant Soufflenheim et Seltz à Rastatt.
- TER 26 La ligne TER 26 relie la gare de Haguenau à celle de Saverne, via Schweighouse-sur-Moder, Val-de-Moder, la gare d'Obermodern et Bouxwiller.